# Ліпенешть (комуна)
Ліпенешть, Ліпенешті (рум. Lipănești) — комуна у повіті Прахова в Румунії. До складу комуни входять такі села (дані про населення за 2002 рік):
- Замфіра (673 особи)
- Ліпенешть (1930 осіб)
- Сату-Ноу (134 особи)
- Шипоту (2331 особа)

Комуна розташована на відстані 68 км на північ від Бухареста, 12 км на північ від Плоєшті, 74 км на південний схід від Брашова.

## Населення
За даними перепису населення 2002 року у комуні проживали 5068 осіб.
Національний склад населення комуни:
| Національність            | Кількість осіб | Відсоток |
| ------------------------- | -------------- | -------- |
| румуни                    | 4824           | 95,2%    |
| цигани                    | 240            | 4,7%     |
| угорці                    | 1              | < 0,1%   |
| не вказали національність | 2              | < 0,1%   |

Рідною мовою назвали:
| Мова      | Кількість осіб | Відсоток |
| --------- | -------------- | -------- |
| румунська | 5066           | > 99,9%  |
| угорська  | 1              | < 0,1%   |

Склад населення комуни за віросповіданням:
| Релігія            | Кількість осіб | Відсоток |
| ------------------ | -------------- | -------- |
| православні        | 4905           | 96,8%    |
| п'ятдесятники      | 120            | 2,4%     |
| адвентисти         | 20             | 0,4%     |
| бретрени           | 11             | 0,2%     |
| лютерани           | 9              | 0,2%     |
| римо-католики      | 1              | < 0,1%   |
| греко-католики     | 1              | < 0,1%   |
| не вказали релігію | 1              | < 0,1%   |